# アダム・オクルアシビリ
アダム・オクルアシビリ（Adam Okruashvili、 1989年1月1日-) は、ジョージアのトビリシ出身の柔道選手。階級は100kg超級。身長193cm。体重170kg。

## 人物
2005年のヨーロッパジュニア100kg超級で3位になると、2006年にはヨーロッパ選手権の無差別で3位に入った。2007年のユニバーシアード無差別でも3位だった。2009年にはワールドカップ・トビリシで優勝すると、以降も国際大会で一定の成績を残すが、2012年ロンドンオリンピックでは初戦でドイツのアンドレアス・テルツァーに崩袈裟固で敗れた。2013年のヨーロッパ選手権ではフランスのテディ・リネールに敗れるも2位になると、ワールドマスターズでは優勝した。世界選手権では5位にとどまるも、世界団体ではチームの優勝に貢献した。2014年にはグランプリ・トビリシで優勝した。ヨーロッパ選手権では2位だったが、団体戦では優勝した。世界団体では3位だった。2015年にはバクーで開催されたヨーロッパ選手権を兼ねたヨーロッパ競技大会において優勝を飾っている。世界選手権では準決勝で七戸龍に敗れるも3位となった。2016年のリオデジャネイロオリンピックでは初戦で日本の原沢久喜に敗れた。

## 主な戦績
- 2004年 - ヨーロッパカデ選手権　2位(90kg超級)
- 2005年 - ヨーロッパジュニア　3位
- 2006年 - オランダ国際　優勝
- 2006年 - ヨーロッパ選手権　無差別　3位
- 2007年 - グルジア国際　3位
- 2007年 - ユニバーシアード　無差別　3位
- 2007年 - イギリス国際　2位
- 2008年 - グルジア国際　3位
- 2008年 - ヨーロッパ選手権　5位
- 2009年 - ワールドカップ・トビリシ　優勝
- 2009年 - ワールドカップ・バクー　3位
- 2009年 - グランドスラム・東京　5位
- 2010年 - ワールドカップ・トビリシ　2位
- 2010年 - グランドスラム・モスクワ　5位
- 2010年 - グランプリ・ロッテルダム　5位
- 2011年 - グランドスラム・パリ　5位
- 2012年 - ワールドカップ・トビリシ　優勝
- 2012年 - ワールドカップ・オーバーヴァルト　2位
- 2012年 - グランプリ・デュッセルドルフ　2位
- 2012年 - ワールドカップ・プラハ　3位
- 2012年 - ヨーロッパ選手権　5位
- 2012年 - グランドスラム・リオデジャネイロ　優勝
- 2012年 - ワールドカップ・ブエノスアイレス　優勝
- 2013年 - ワールドカップ・トビリシ　優勝
- 2013年 - グランプリ・デュッセルドルフ　2位
- 2013年 - ヨーロッパ選手権　2位
- 2013年 - ワールドマスターズ　優勝
- 2013年 - 世界選手権　5位
- 2013年 - 世界団体　優勝
- 2014年 - グランプリ・デュッセルドルフ　3位
- 2014年 - グランプリ・トビリシ　優勝
- 2014年 - グランプリ・サムスン　2位
- 2014年 - ヨーロッパ選手権　個人戦　2位　団体戦　優勝
- 2014年 - グランプリ・ブダペスト　優勝
- 2014年 - グランプリ・ウランバートル　2位
- 2014年 - 世界団体　3位
- 2015年 - グランプリ・トビリシ　2位
- 2015年 - ヨーロッパ競技大会　個人戦　優勝　団体戦　2位
- 2015年 - 世界選手権　3位
- 2016年 -グランプリ・サムスン　3位
- 2016年 - グランプリ・アルマトイ　優勝
- 2017年 -　グランプリ・トビリシ　優勝
- 2017年 - ヨーロッパ選手権　2位
- 2018年 - グランプリ・ブダペスト　3位

(出典、JudoInside.com)